# Alpes Marítimos (província romana)
Alpes Marítimos (em latim: Alpes Maritimae) foi uma província do Império Romano localizada na região dos Alpes. Juntamente com os Alpes Cócios e os Alpes Peninos, ocupava a região alpina fronteiriça entre os modernos estados da França e Itália.

## História
Dião Cássio afirma que o território era habitado por ligúrios que ainda eram livres em 14 a.C., data em que Otaviano anexou a região ao Império Romano e criou a província dos Alpes Marítimos.
A população estava dividida em três gentes (tribos): os ligúrios, os capilatos e os montanos. Cada uma delas representava um agrupamento de outras tribos, as vencidas por Augusto e mencionadas no Tropaeum Alpium (sogiontos, brondiontos, nemalonos, galitas, triulatos, vergunos, eguituros, namaturos, oratelos, nerusos, velaunos e sutros), as tribos da costa, que já haviam sido assimiladas muito antes (deciates, oxíbios e vediantos) e finalmente as tribos do interior (avânticos e biodônticos).
No período tardio do império, o formato da província passou por diversas alterações. Parte das tribos da costa (deciates e oxíbios) foram reunidas na Gália Narbonense e as tribos mais setentrionais (egdínios, veminos e vesubianos) foram doadas ao Reino Cócio (que, muito depois, acabaria incorporado de volta nos Alpes Marítimos.
Depois que Otaviano criou a província, ele nomeou um prefeito para gerenciar a região. Sua capital era Cemenelo (Cimiez), atualmente um distrito da cidade de Nice, na França.
Em 297, durante a reforma administrativa do imperador Diocleciano (r. 284-305), ela foi ampliada para o norte e noroeste chegando até o rio Durance e o passo Montgenèvre. A capital foi transferida para Civitas Ebrudunênsio (Embrun). A província passou a fazer parte da Diocese de Vienne da Prefeitura pretoriana das Gálias.

## Principais cidades
- Cemenelo (Cimiez): primeira capital da província.
- Nicaia (Nice)
- Porto de Hércules Môneco (Mônaco)
- Salinas (Castellane)
- Sanício (Senez)
- Víncio (Vence)

A partir de 297:
- Brigâncio (Briançon)
- Brigômago (Briançonnet / Barcelonnette ?)
- Civitas Ebrudunênsio (Embrun): segunda capital da província.